# Saint-Thibaut
Saint-Thibaut ist eine ehemalige französische Gemeinde mit 87 Einwohnern (Stand: 1. Januar 2022) im Département Aisne in der Region Hauts-de-France (frühere Region: Picardie). Die Gemeinde gehörte zum Arrondissement Soissons und zum Kanton Fère-en-Tardenois. Der Ort trägt das Croix de guerre 1914–1916.
Der Erlass vom 30. September 2021 legte mit Wirkung zum 1. Januar 2022 die Eingliederung von Saint-Thibaut als Commune déléguée zusammen mit der früheren Gemeinde Bazoches-sur-Vesles zur neuen Commune nouvelle Bazoches-et-Saint-Thibaut fest.

## Geographie
Saint-Thibaut liegt am östlichen Rand des Départements. Der südlich der Vesle und am Bach Ruisseau du Beau gelegene Ort im Tardenois wird von der Départementsstraße D484 von West nach Ost durchquert.
Umgeben wird Saint-Thibaut von den Nachbargemeinden und der Commune déléguée:
| Bazoches-sur-Vesles (Commune déléguée) |                                             |                   |
|                                        | Kompassrose, die auf Nachbargemeinden zeigt | Ville-Savoye      |
|                                        | Chéry-Chartreuve                            | Mont-Saint-Martin |

## Bevölkerungsentwicklung
| Jahr                       | 1962 | 1968 | 1975 | 1982 | 1990 | 1999 | 2008 | 2018 |
| Einwohner                  | 78   | 84   | 64   | 49   | 45   | 57   | 61   | 80   |
| Quellen: Cassini und INSEE |      |      |      |      |      |      |      |      |